# كيت نيلجان
كيت نيلجان (بالإنجليزية: Kate Nelligan)‏ (و. 1950  م) هي ممثلة مسرحية، وممثلة أفلام كندية، ولدت في لندن.

## التعليم
تعلمت في المدرسة المركزية للخطابة والدراما ‏.

## وصلات خارجية
- كيت نيلجان على موقع IMDb (الإنجليزية)
- كيت نيلجان على موقع ألو سيني (الفرنسية)
- كيت نيلجان على موقع أول موفي (الإنجليزية)
- كيت نيلجان على موقع قاعدة بيانات برودواي على الإنترنت (الإنجليزية)
- كيت نيلجان على موقع قاعدة بيانات برودواي على الإنترنت (الإنجليزية)
- كيت نيلجان على موقع قاعدة بيانات الأفلام السويدية (السويدية)
- كيت نيلجان على موقع إن إن دي بي (الإنجليزية)
- كيت نيلجان على موقع ديسكوغز (الإنجليزية)
- كيت نيلجان على موقع قاعدة بيانات الفيلم (الإنجليزية)
- كيت نيلجان على موقع كينوبويسك (الروسية)